# Na Samotě (Kozárovice)
Na Samotě (též U Honzáka) je osada, součást obce Kozárovice v okrese Příbram. Nachází se asi 9 km severovýchodně od Mirovic a asi 20 km jihovýchodně od Příbrami.
Osadou prochází neklasifikovaná cesta spojující Kozárovice s Vystrkovem a nedalekou vodní nádrží Orlík. Je zde registrováno devět čísel popisných: 61, 83, 84, 86, 95, 118, 119, 159 a 183. Severně od osady Na Samotě protéká Strašný potok, podle kterého byla pojmenována i nedaleká samota Strašně.